# Cris Ortega
Cris Ortega (Valladolid, 1980) és una pintora, escriptora i autora de còmic espanyola. El seu estil és una mescla de realisme i manga, un semi-realisme una mica fosc. Forgotten, una de les seues obres principals, combina elements gòtics i romàntics, així com una mescla de terror i fantasia.
Des de la seua infància, es va interessar per l'art i la literatura, més específicament en el gènere de terror. En 1999 va realitzar el seu primer còmic sobre una història que ja havia escrit diversos anys abans.
Va estudiar la carrera tècnica superior en il·lustració a l'Escola d'Art de Valladolid; i mentre duia a terme els seus estudis va començar a publicar en revistes locals i estrangeres. En aquest moment també va treballar com a professora de dibuix i va presentar els seus dibuixos en diverses exposicions i galeries d'art.
Al final dels seus estudis, Cris Ortega va treballar per primera vegada com a directora d'art per a una agència de publicitat anomenada Sm2, mentre continuava amb la il·lustració. Va dedicar tot el seu temps lliure a fer portades de llibres i publicar l'antologia del còmic Shade. Durant aquests anys va treballar en disseny gràfic, publicitat, disseny de figuretes, jocs de rol, videojocs, còmics. Sempre ancorada al món de la fantasia i el terror, va ser també clarament influenciada pel món del manga, també la influència de l'anime es pot veure en les seues il·lustracions.
En 2005 va començar a treballar com a il·lustradora per a l'editorial Norma, va publicar per a ells durant un any i mig. I després va publicar la seua primera sèrie de col·leccions d'imatges associades amb contes, inclòs Forgotten. En 2007, el primer volum de Forgotten es va publicar a Espanya. Va ser traduït posteriorment en diversos idiomes, com al francés, anglés, italià i alemany. Forgotten consta de quatre històries que combinen elements gòtics i elements romàntics.

## Obra

### Llibres
- Forgotten 1: El Reino sin nombre, Norma, 2007; conté: El alma de la araña, Rosa salvaje, La caja de músicaiEl canto de Lorelei.
- Forgotten 2: El Portal de los Destinos, Norma, 2008; conté: La Mélodie spectrale, Le Cri perçant de la 'Banshee', Lettres dans l'obscuritéiLa Rose des vents.
- Forgotten 3: Las Colinas del Silencio, Norma, 2010; conté: Le Cortège d'âmes en peine, Quand décembre vient, l'Anneau de corailiLa Fontaine de la lune.
- Nocturna, Imagica, 2011.[3]
- Reflejos, recopilació. 2014.

### Col·laboracions
- Exotique, Ballistic Publishing, 2005
- In Dark Alleys, (Brian St. Claire-King), Vajra Entreprises, 2006
- Exotique 2, Ballistic Publishing, 2006
- Shade, (Lia Fiengo, Cris Ortega, Studio Kawaii, Hokane, Van Duran, Maria Abagnale, Ruui Eyvm), 2005
- Spectrum 14, Underwood Books, 2007
- Solidary King Kong, Scfiworld, 2008
- Exotique4, Ballistic Publishing, 2008
- Ecos de Azurëa volume 1, (Manuel F. Bueno), Mundos Épicos, 2009
- Exotique 5, Ballistic Publishing, 2009
- Spectrum 16, Underwood Books, 2009
- Woman in the shadow, 2009
- Drakaina Masters, SPQP artbook, 2010
- Art Squared digital painters 2, Rage Publishing, 2010
- Vampires The illustrated world of darkness, Norma, 2010
- Spectrum 18, Underwood Books, 2011
- Exotique 7, (Mario Wisibono), Ballistic Publishing, 2011
- Donde los árboles cantan (Laura Gallego), SM, 2011
- Chopper 1, (Martin Chapiro, Juan Ferreyra) Asylum press, 2011
- TBO 4 Japon, Dibbuks, 2011
- D'artiste character design, Ballistic Publishing, 2011
- Allia 6, 2011
- Crónicas de sombras. Los elegidos, novel·la de Lucía González Lavado; il·lustracions de Cris Ortega. 2012.[4]